# Boomer Nicholl
Pour les articles homonymes, voir Nicholl.

a Compétitions nationales et continentales officielles uniquement.

b Matchs officiels uniquement.
Charles Bowen « Boomer » Nicholl, né le 19 juin 1870 à Llanegwad et mort le 9 juillet 1939 à Tiverton (Devon), est un joueur de rugby à XV international gallois. Il évolue au poste d'avant tant en sélection nationale qu'avec le club de Llanelli RFC. Hill connaît 15 sélections. Il participe au premier tournoi britannique remporté par le pays de Galles en obtenant une triple couronne.
Boomer Nicholl est connu comme un avant « qui ne se compromet pas ». Il est décrit comme « The most distinguished member of the least distinguished college… fond of smoking and a connoisseur of exhilarating beverages, in which strength rather than delicacy of bouquet is a predominant feature » (« Le membre le plus distingué du collège le moins distingué… amateur de tabac et un connaisseur de boissons exaltantes, dans lesquelles la force plutôt que la délicatesse du bouquet est la qualité dominante »).

## Biographie
Nicholl naît à Llanegwad dans le Carmarthenshire en 1870. Il poursuit sa scolarité au Llandovery College avant d'étudier au Queens' College (Cambridge) en 1890. Il est diplômé d'un BA en 1893, et il termine une maîtrise en arts en 1906. Alors qu'il est à Cambridge, il obtient cinq sélections pour l'université de Cambridge contre Oxford (appelées « blue »), quatre en rugby à XV entre 1890 et 1893, et une en athlétisme en 1893. Après avoir quitté l'université, Nicholl devient enseignant assistant à la Blair Lodge School pour deux années avant de continuer quatre années à la Aravon School de Bray. 
En 1902 Nicholl est ordonné diacre anglican à la cathédrale de Lincoln et l'année suivante il entre dans les ordres en tant que prêtre. De 1902 jusqu'à 1908 il est le curé de Grantham ; en 1902 il est également enseignant assistant à la The King's School, Grantham, un poste tenu jusqu'en 1910. De 1908 à 1910 il est le recteur de Wyville. En 1910 il devient le principal de The King's School, Grantham, mais pendant cette période jusqu'à 1917 il n'a aucune charge cléricale. Quand il quitte Grantham il devient le recteur de Clayhidon, poste qu'il conserve jusqu'à son décès en 1939.

## Parcours rugbystique
Nicholl pratique d'abord le rugby à XV en étudiant au Llandovery College. Le collège a déjà révélé de jeunes talents, comme Charles Lewis qui a connu des sélections galloises en jouant à Llandovery. Nicholl intègre l'université de Cambridge, et en 1890 il est retenu pour représenter l'université dans l'équipe de rugby à XV. Il est décrit comme un avant « dynamique » du pack de Cambridge, et il évolue quatre ans dans l'équipe de l'école, en étant même le capitaine lors de la saison 1892-1893.
Alors qu'il est à Cambridge, et avant d'entamer une carrière internationale, Nicholl devient un des membres fondateurs du club sur invitation des Barbarians. Et même si Nicholl ne dispute pas le premier match des Barbarians, il fait partie de la première tournée, il sert comme un homme du comité pour le club.
Après deux défaites lors des deux premiers matchs du tournoi britannique 1891, le comité des sélectionneurs gallois procède à quatre changements dans le pack gallois pour l'opposition contre l'Irlande le 7 mars 1891. Trois des quatre nouveaux, Tom Deacon, John et David Samuel, sont membres du club de Swansea RFC ; Nicholl est également retenu, il honore alors sa première cape internationale. Le match a lieu au Stradey Park, la décision se joue sur une transformation de Billy Bancroft, donnant la victoire au pays de Galles et la cuillère de bois aux Irlandais. À partir de cette rencontre, Nicholl s'impose comme titulaire dans le pack gallois.
Le tournoi 1892 s'avère difficile pour les Gallois avec trois défaites, une triste première pour cette nation. Et les défaites sont nettes : 17-0 (quatre essais à rien) contre l'Angleterre, 7-2 (deux essais à un) contre l'Écosse et 9-0 (trois essais à rien) contre l'Irlande.
Le Tournoi britannique 1893 est en contraste saisissant avec l'édition précédente puisque les joueurs du XV du chardon remportent pour la première fois le championnat, tout en réussissant également la triple couronne.
Boomer Nicholl glane 15 sélections sur 16 possibles, prenant part à six tournois britanniques.
Le Tournoi britannique 1894 voit Nicholl disputer les deux premiers matchs contre l'Angleterre et l'Écosse, avant d'être remplacé contre l'Irlande, sa place est occupée par le joueur de Neath Fred Hutchinson. Nicholl dispute les trois rencontres du Tournoi britannique 1895. En 1896, son dernier match en équipe nationale est une très lourde défaite contre l'Angleterre qui marque sept essais pour un score final de 25-0. Cette déroute est en partie imputable au mauvais sort car Owen Badger se fracture la clavicule et quitte ses coéquipiers dans le premier quart d'heure, les laissant terminer le match à quatorze,; les sélectionneurs changent de nombreux avants, par exemple Wallace Watts et Arthur Boucher. Boomer Nicholl est également remplacé et n'a plus l'occasion de jouer en sélection nationale.

## Statistiques en équipe nationale
Boomer Nicholl dispute quinze matchs avec l'équipe du pays de Galles. Il participe au premier tournoi britannique remporté par le pays de Galles en obtenant une triple couronne.
| Année | Compétition         | Matchs | Points | Essais |
| 1891  | Tournoi britannique | 1      | -      | -      |
| 1892  | Tournoi britannique | 3      | -      | -      |
| 1893  | Tournoi britannique | 3      | -      | -      |
| 1894  | Tournoi britannique | 2      | -      | -      |
| 1895  | Tournoi britannique | 3      | -      | -      |
| 1896  | Tournoi britannique | 3      | -      | -      |
| Total | Total               | 15     | -      | -      |